# 30184 Okasinski
30184 Okasinski este un asteroid din centura principală de asteroizi.

## Descriere
30184 Okasinski este un asteroid din centura principală de asteroizi. A fost descoperit pe 6 aprilie 2000 la Socorro, New Mexico, în cadrul proiectului LINEAR. Asteroidul prezintă o orbită caracterizată de o semiaxă mare de 2,38 ua, o excentricitate de 0,12 și o înclinație de 6,7° în raport cu ecliptica.